# Ottomaanse dynastie

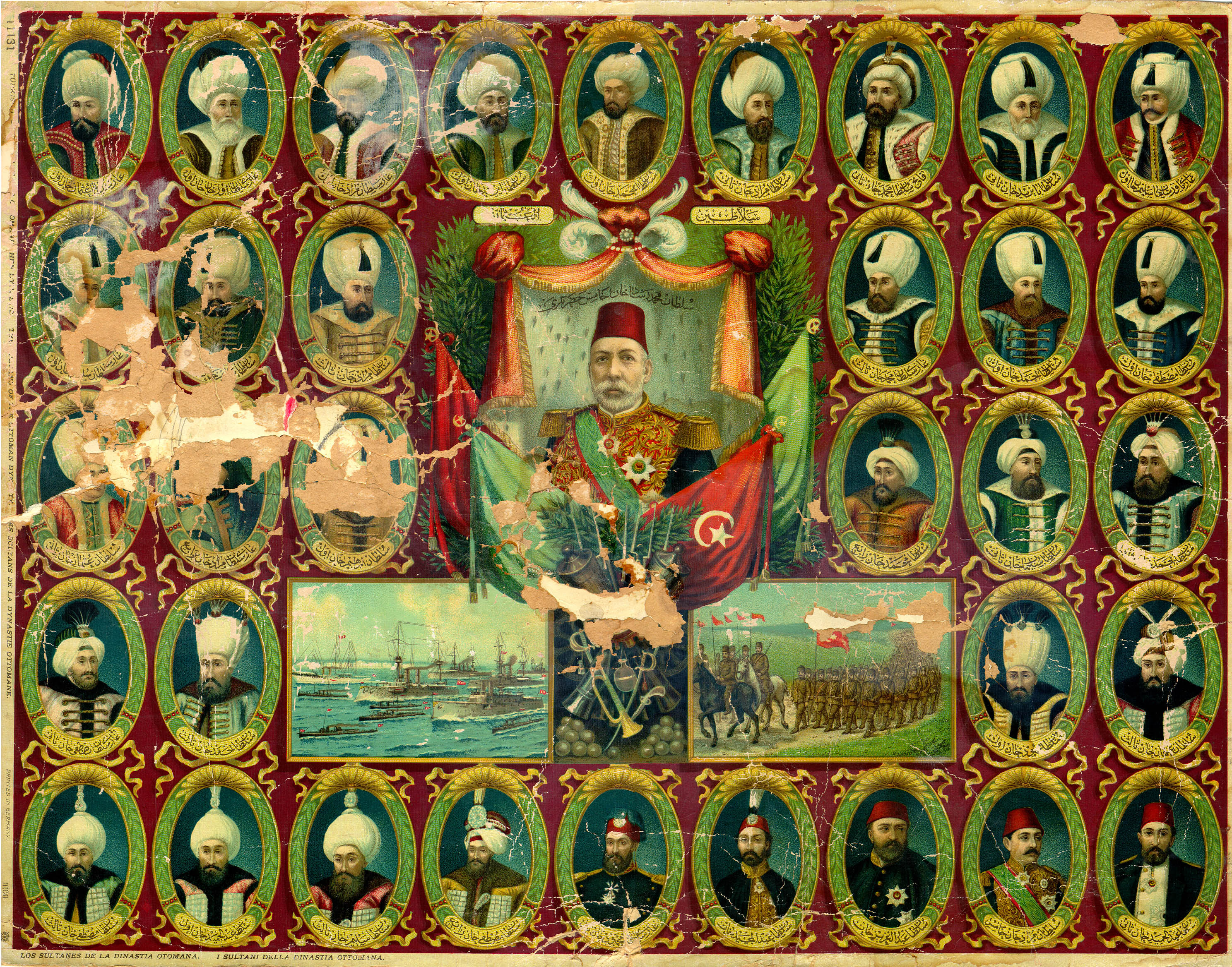
Poster met de Ottomaanse sultans (ca. 1914)

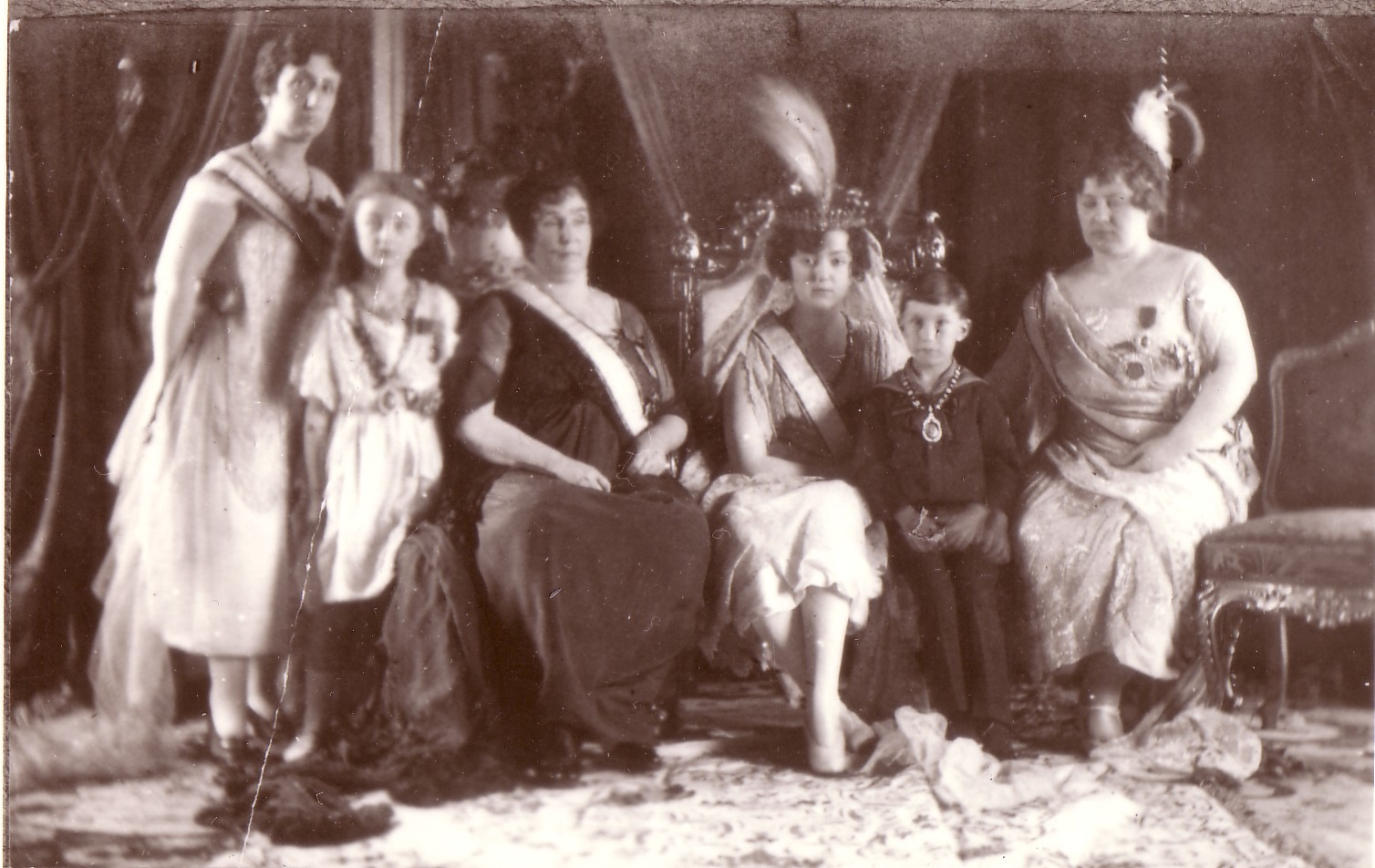
De trouwdag van Rukiye Sabiha Sultan in 1920, van links naar rechts: Fatma Ulviye Sultan, Ayşe Hatice Hayriye Dürrüşehvar Sultan, Emine Nazikeda Kadınefendi, Rukiye Sabiha Sultan, Mehmed Ertuğrul Efendi, Şehsuvar Hanımefendi.

De Ottomaanse of Osmaanse dynastie (of het Huis van Osman of Huis van Othman) regeerde over het Ottomaanse Rijk van 1281 tot 1923.

## Geschiedenis
Het Osmaanse of Ottomaanse Rijk werd gesticht door Osman I (diens vader, Ertuğrul, wordt niet gerekend tot de dynastie), hoewel de dynastie pas werd uitgeroepen in 1383, toen Murat I zichzelf tot sultan uitriep. Daarvoor zou de stam/dynastie bekend hebben gestaan onder de naam Söğüt, maar ze werd nu hernoemd als Osmanlı (Ottomaans of Osmaans in het Nederlands) ter ere van haar stichter Osman.
Aanvankelijk was het slechts een van diverse rivaliserende tribale beyliks van de Seltsjoeken na het uiteenvallen van het sultanaat van Konya (Ikonion) en het Griekse keizerrijk van Nikaia (Nicea, nu Iznik), maar tegen 1402 waren het Westen van Anatolië en een gebied op de Balkan in en rond Bulgarije in Osmaanse handen, zodat de ironisch nabij het hartland gelegen, haast tot een stadstaat verschrompelde Byzantijnse hoofdstad Constantinopel geheel omsingeld werd. Na een halve eeuw viel ze in 1453 en werd de Osmaanse hoofdstad onder de benaming Istanbul (een Turkse verbastering van de Griekse wegaanduiding voor 'naar de Stad'), waar het orthodox oecumenisch patriarchaat voortaan in de schaduw van de islam zou staan.
De grote sultan was de enige en absolute heerser, staatshoofd én regeringshoofd, ten minste officieel, daar vaak een groot deel van de macht de facto toeviel aan andere ambtenaren van het staatsbestuur (in principe allemaal aan hem onderworpen), in het bijzonder de leden van de divan (rijkskabinet), en met name de in afwezigheid van de soeverein voorzittende Grootvizier, naar wiens paleis de Ottomaanse regering bekendstond als de Verheven Porte, terwijl de heersers eigen Topkapi-paleis voornamelijk als seraglio ("harem") diende, een lustoord en gouden kooi voor de keizerlijke familie, die angstvallig bewaakt werd uit vrees voor een paleisrevolutie.
Toen de kleindochter van sultan Mehmet VI en kalief Abdülmecit II, prinses Fatma Neslişah Sultan, geboren in 1921 in de nadagen van het Ottomaanse Rijk, de laatste telg geboren voor de val van het rijk, overleed op 2 april 2012 markeerde dit het einde van de Ottomaanse dynastie.

## Titulatuur
Na 1389 noemden de heersers zich shah, het Perzische woord voor "koning". Nadat de Ottomanen in 1453 Constantinopel veroverden noemden ze zich padishah, wat "Grote Koning" betekent, "keizer". De Ottomaanse sultans claimden daarmee formeel het Oost-Romeinse of Byzantijnse keizerschap.
Andere titels waren "sultan der sultans" (sultan, elders een heerserstitel van vorstelijke rang, werd in de Osmaanse dynastie voor alle prinsen gebruikt, zoals aartshertog bij de Habsburgse (Roomse) keizers. In het Westen sprak men vaak van de "grote sultan" of de "grote Turk", de Perzische titels "hünkar" en sjah-in-sjah (koning der koningen", wegens de claim over Perzië, het centrum van de "ketterse" en theologisch rivaliserende sjia), de Mongoolse titel (k)hakan ("khan der khans", als "erfgenaam" van de Dzjengiskhaniden), "beschermer van de heilige steden" (van de islam: Mekka, Medina - cfr. grootsjerief - en Jeruzalem), bevelhebber van de gelovigen.
Tussen 1517 (volgens een anachronistische overlevering; eigenlijk later en geleidelijk, op individuele basis tot 1876) en 1924 droegen de Ottomaanse sultans ook de titel kalief, die de claim inhoudt van heerser van de hele (althans orthodox-soennitische) islam.

## Ottomaanse heerserslijst
Hieronder volgen, chronologisch, de beis, sultans en kaliefen van het Ottomaanse Rijk.
| - Osman I Ghazi (1299-1324; bei) - Orhan I (1324-1362; bei) - Murat I (1362-1389; sultan vanaf 1383) - Bayezid I (1389-1402) Ottomaans Interregnum (1402-1413) - Mehmet I (1413-1421) - Murat II (1421-1451) - Mehmet II (de Veroveraar) (1451-1481) - Bayezid II (1481-1512) - Selim I (1512-1520) - Süleyman I (de Grote) (1520-1566) - Selim II (1566-1574) - Murat III (1574-1595) - Mehmet III (1595-1603) - Ahmed I (1603-1617) - Mustafa I (1617-1618) - Osman II (de Jonge Osman) (1618-1622) - Mustafa I (2e keer) (1622-1623) - Murat IV (1623-1640) | - Ibrahim I (1640-1648) - Mehmet IV (1648-1687) - Süleyman II (1687-1691) - Ahmed II (1691-1695) - Mustafa II (1695-1703) - Ahmed III (1703-1730) - Mahmut I (1730-1754) - Osman III (1754-1757) - Mustafa III (1757-1774) - Abdülhamit I (1774-1789) - Selim III (1789-1807) - Mustafa IV (1807-1808) - Mahmut II (1808-1839) - Abdülmecit (1839-1861) - Abdülaziz (1861-1876) - Murat V (1876) - Abdülhamit II (1876-1909) - Mehmet V (1909-1918) - Mehmet VI (1918-1922) - Abdülmecit II als kalief (1922 - 1924). |